# Petite rivière de Puvirnituq
Pour les articles homonymes, voir Puvirnituq.
La Petite rivière de Puvirnituq est un affluent du lac Lallemand, lequel constitue le lac de tête de la rivière de Puvirnituq. Cette dernière se déverse à son tour sur le littoral Est de la baie d'Hudson. La Petite rivière de Puvirnituq coule vers le sud-ouest dans le Nunavik, dans la région administrative du Nord-du-Québec, au Québec, au Canada.

## Géographie
Les bassins versants voisins de la Petite rivière de Puvirnituq sont :
- côté nord : Rivière Chukotat, rivière Kovik, rivière Foucault ;
- côté est : rivière de Puvirnituq, rivière Foucault ;
- côté sud : lac Lallemand, rivière de Puvirnituq ;
- côté ouest : baie d'Hudson, Rivière Chukotat, lac Chukotat.

La Petite rivière de Puvirnituq prend sa source d'un petit lac (sans nom) de montagne situé à l'ouest de la ligne de partage des eaux avec le bassin versant de la rivière de Puvirnituq. Ce lac de tête (longueur : 2,4 km) est à 2,2 km au sud du lac Guindeau (lequel appartient au versant de la rivière de Puvirnituq).
À partir de l'embouchure (situé au sud) du lac de tête, l'eau se déverse dans la Petite rivière de Puvirnituq qui coule sur 127,3 km vers l'ouest en traversant plusieurs lacs formés par l'évasement de la rivière. Puis la rivière coule vers le sud sur 17,0 km jusqu'à la rive nord de la rivière de Puvirnituq. L'embouchure de la Petite rivière de Puvirnituq est située à 4,6 km en amont de l'embouchure de la rivière de Puvirnituq qui se déverse sur la rive nord du lac Lallemand.

## Toponymie
Le toponyme Petite rivière de Puvirnituq a été officialisé le 23 février 1995 à la Commission de toponymie du Québec.